# Johannes de Limburgia
Johannes de Limburgia (auch de Lymburgia oder Johannes Vinandi; * vor 1400; † nach 1431) war ein franko-flämischer Komponist mehrstimmiger Musik und Sänger der frühen Renaissance.

## Leben und Wirken
Der Geburtsort und das Geburtsdatum von Johannes de Limburgia liegen ebenso im Dunklen wie das Datum seines Todes und sein Sterbeort. Sein Name deutet darauf hin, dass er vermutlich aus dem ehemaligen Herzogtum Limburg stammte. Er war in den Jahren 1408 bis 1419 an verschiedenen Kirchen der Stadt Lüttich tätig, z. B. an der Lambertuskathedrale; es gibt einen Beleg für seine Tätigkeit als Succentor an der Kirche des Chorherrenstiftes Saint-Jean-l’Évangéliste im Jahr 1426.
Etwa um 1430 war er in Italien aktiv, vielleicht in Venedig, Vicenza oder Padua; für diese Städte schrieb er Motetten. Er ist möglicherweise der Johannes de Francia, der sich schon in den 1420er Jahren in Padua aufhielt. In dem Jahr 1431 wird er in dem Palast des Bischofs Pietro Emiliani von Vicenza als Zeuge genannt, als das Testament eines Familienmitglieds der Emiliani angefertigt wurde; bei dieser Familie stand er vielleicht im Dienst. Nach diesem Jahr verliert sich seine Spur.

## Bedeutung
Ähnlich wie bei Arnold und Hugo de Lantins sind von Johannes de Limburgia eine relativ große Anzahl von Werken erhalten geblieben; dies hebt ihn aus seinen komponierenden Zeitgenossen heraus. Auf Grund seiner Wirkungszeit und seines musikalischen Stils gehört er zur ersten Generation der franko-flämischen Komponisten.

## Werke
Von Johannes de Limburgia sind Magnificats, Hymnen und Motetten überliefert, außerdem ein Mess-Ordinarium. Seine Werke sind überwiegend dreistimmig geschrieben. Etwa 50 Kompositionen von ihm sind in dem Manuskript Q15 des Internationalen Museums und Bücherei für Musik in Bologna aufbewahrt; das Mess-Ordinarium befindet sich in dem bekannten Kodex von Trient.